# Olchowiec (gromada w powiecie krasnostawskim)
Olchowiec – dawna gromada, czyli najmniejsza jednostka podziału terytorialnego Polskiej Rzeczypospolitej Ludowej w latach 1954–1972.
Gromady, z gromadzkimi radami narodowymi (GRN) jako organami władzy najniższego stopnia na wsi, funkcjonowały od reformy reorganizującej administrację wiejską przeprowadzonej jesienią 1954 do momentu ich zniesienia z dniem 1 stycznia 1973, tym samym wypierając organizację gminną w latach 1954–1972.
Gromadę Olchowiec z siedzibą GRN w Olchowcu utworzono – jako jedną z 8759 gromad na obszarze Polski – w powiecie krasnostawskim w woj. lubelskim na mocy uchwały nr 9 WRN w Lublinie z dnia 5 października 1954. W skład jednostki weszły obszary dotychczasowych gromad Olchowiec wieś, Olchowiec kol., Makowiska, Poperczyn i Borówek oraz miejscowości Celin kol. i Dębinka z dotychczasowej gromady Celin ze zniesionej gminy Żółkiewka w tymże powiecie. Dla gromady ustalono 16 członków gromadzkiej rady narodowej.
1 stycznia 1960 gromadę zniesiono, włączając jej obszar do gromady Żółkiewka (kolonie Makowiska, Celinka, Dębinka i Siniec) oraz nowo utworzonej gromady Borówek (wieś Olchowiec, kolonia Olchowiec, wieś Poperczyn, wieś Borówek i kolonia Borówek) w tymże powiecie.